# Ягитиваям
Ягитиваям - річка на північному сході  Камчатки.
Довжина річки - 10 км. Бере витоки в гірському масиві хребта Малиновського, впадає в Олюторську затоку.
Гідронім має  корякське походження, однак його точне значення не встановлено .

## Дані водного реєстру
За даними державного водного реєстру Росії відноситься до Анадиро-Колимського басейнового округу.
За даними геоінформаційної системи водогосподарського районування території РФ, підготовленої Федеральним агентством водних ресурсів:
- Код водного об'єкта в державному водному реєстрі - 19060000212120000006202
- Код за гідрологічною вивченістю (ГВ) - 120000620
- Код басейну - 19.07.00.002
- Номер тому з ГВ - 20
- Випуск за ГВ - 0